# كيل كونلي
كيل كونلي (بالإنجليزية: Cale Conley) هو سائق سباق أمريكي، ولد في 13 مايو 1992 في فيينا في الولايات المتحدة.

## وصلات خارجية
- كيل كونلي على موقع Racing-Reference.info (الإنجليزية)